# Artistes units pels Abruços
Artistes units pels Abruços (en italià: Artisti uniti per l'Abruzzo) és un conjunt de 56 cantants i músics italians que es van reunir a l'abril del 2009 per a cantar una cançó benèfica, Domani, després del Terratrèmol de L'Aquila de 2009 que afectà la zona dels Abruços (Itàlia).

## Història
Arran del terratrèmol que sacsejà el poble italià de L'Aquila i els seus voltants el 6 d'abril del 2009, tres famosos artistes italians, Lorenzo Jovanotti, Giuliano Sangiorgi i Mauro Pagani, van decidir d'escriure una cançó i de reunir molts artistes italians per a cantar-la i així ajudar a la reconstrucció de la població. La cançó Domani fou escrita aleshores per Mauro Pagani que també es feu càrrec de la producció.
Per a interpretar aquesta cançó es reuniren 56 cantants i músics italians de manera benèvola que donaren tots els beneficis del disc al Ministeri de la Cultura italià per a ajudar a la reconstrucció. El projecte tenia com a objectiu participar en els esforços de reconstrucció de l'Aquila amb una fita simbòlica: la restauració del conservatori "Alfredo Casella" i de la seu del Teatro Stabile d'Abruzzo dell'Aquila afectats i danyats de manera important pel terratrèmol.
La cançó s'enregistrà en només un dia, el 21 d'abril del 2009 als estudis d'enregistrament Officine Meccaniche de Milà. Fou emesa a les ràdios precisament un mes després del sisme el 6 de maig del 2009 a les 03:32. Esdevingué ràpidament un èxit de vendes.

## El grup un any després
Preocupat pels progressos limitats, i la poca transparència de la gestió financera, de la reconstrucció de L'Aquila, al juliol del 2010 Jovanotti, recolzat per tots els membres del grup, va escriure una carta al ministre de la cultura Sandro Bondi per a demanar-li respostes clares i transparència sobre l'ús dels fons (més d'un milió d'euros) en un moment en què la regió dels Abruços ja havia perdut el seu interès mediàtic.

## Els membres del grup
- Afterhours
- Niccolò Agliardi
- Albano
- Alioscia
- Malika Ayane
- Claudio Baglioni
- Franco Battiato
- Baustelle
- Samuele Bersani
- Bluvertigo
- Caparezza
- Luca Carboni
- Caterina Caselli
- Carmen Consoli
- Cesare Cremonini
- Dolcenera
- Elio e le Storie Tese
- Elisa
- Niccolò Fabi
- Fabri Fibra
- Giusy Ferreri
- Tiziano Ferro
- Eugenio Finardi
- Frankie Hi Energy
- Giorgia
- Gianluca Grignani
- J.Ax
- Jovanotti
- Ligabue
- Mango
- Gianni Maroccolo
- Marracash
- Gianni Morandi
- Morgan
- Gianna Nannini
- Negramaro
- Negrita
- Nek
- Roy Paci
- Pacifico
- Mauro Pagani
- Giuliano Palma
- Laura Pausini
- Piero Pelù
- Max Pezzali
- Massimo Ranieri
- Francesco Renga
- Ron
- Enrico Ruggeri
- Antonella Ruggiero
- Sud Sound System
- Tricarico
- Roberto Vecchioni
- Antonello Venditti
- Mario Venuti
- Zucchero